# Lophotarsia girmai
Lophotarsia girmai là một loài bướm đêm trong họ Noctuidae.